# Micii proiectanți
Micii proiectanți este un film românesc din 1988 regizat de Tatiana Apahidean.